# Crispulus
Crispulus († um 130? in Porto Torres auf Sardinien) war ein christlicher Märtyrer und Heiliger.
Crispulus war ein Begleiter des Gabinus; beide sollen durch das Leiden des Antiochus von Sulci, der um 110 auf der Insel Sulci vor der Küste Sardiniens das Martyrium erlitt, zum christlichen Glauben bekehrt worden sein. Sie selbst seien in Porto Torres (lat.: Turris) unter Kaiser Hadrian wegen ihres Glaubens hingerichtet worden. Zu dieser Zeit sei auch das Martyrium des Crescentianus von Sassari auf Sardinien erfolgt. Möglicherweise ist das Martyrium des Crispulus und des Gabinus allerdings auch erst deutlich nach Hadrian zu datieren.
Gedenktag des Crispulus und des Gabinus ist der 30. Mai. Beide werden auf Sardinien als Schutzpatrone verehrt.